# Lovecký zámek Stupinigi
Lovecký zámek Stupinigi (italsky: Palazzina di caccia di Stupinigi) je jednou z rezidencí savojského královského rodu z počátku 18. století v severní Itálii. Nachází se ve Stupinigi, předměstí města Nichelino, 10km jihozápadně od Turína a je součástí seznamu světového dědictví UNESCO,

## Dějiny
Původní hrad byl do roku 1418 ve vlastnictví achajské větve savojského rodu (pánů z Piemontu), a v roce 1493 byl prodán markýzi Rolandu Pallaviciniovi. Poté jej v roce 1563 získal Emmanuel Filibert Savojský, který přesunul hlavní město Savojského vévodství z Chambéry do Turína.

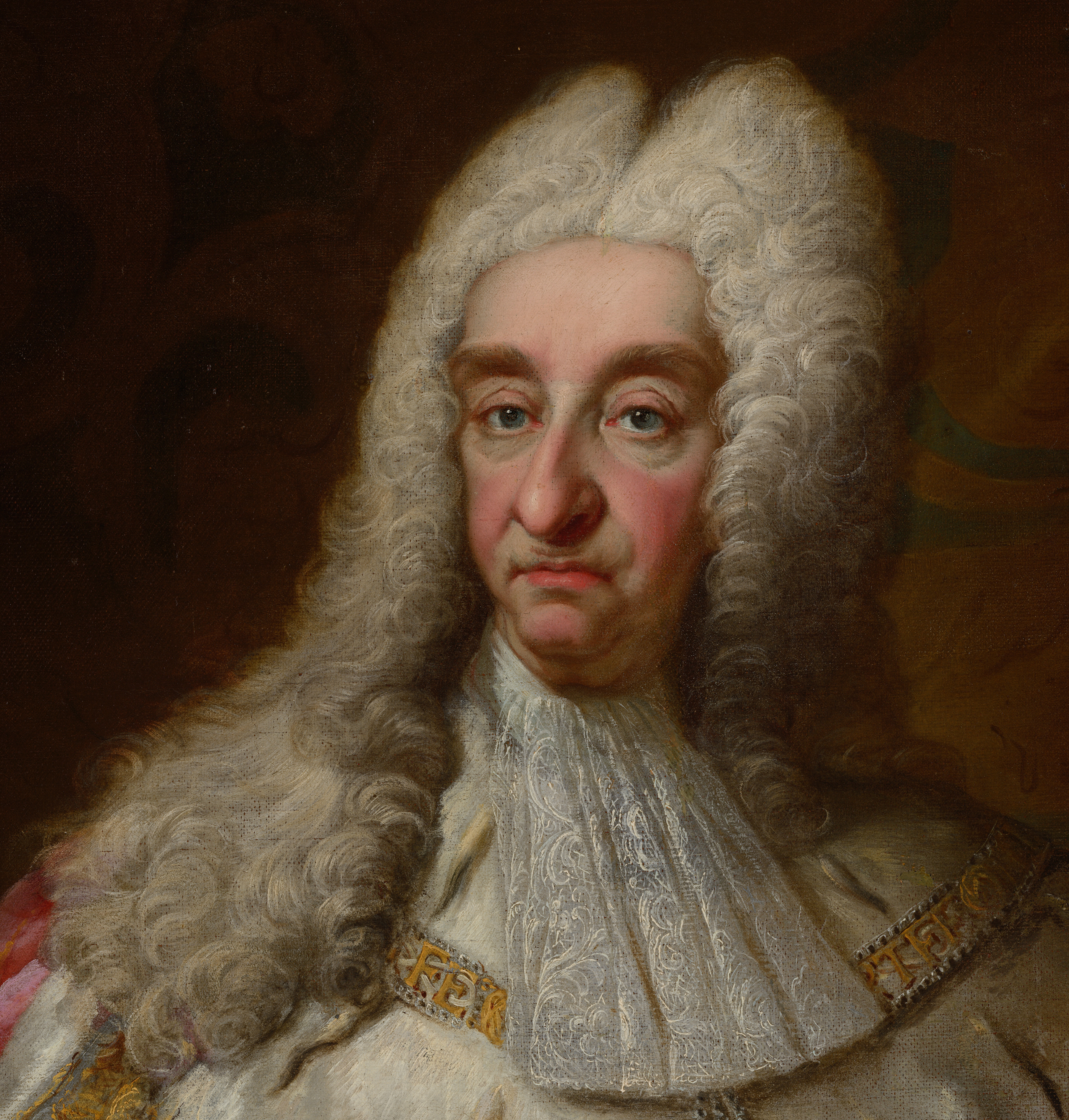
Viktor Amedeus II. Savojský nechal Stupinigi radikálně přestavět v rekreační palác zasvěcený lovu.

Nový palác navrhl architekt Filippo Juvarra jako palazzina di caccia („lovecký zámeček“) pro sardinského krále Victora Amadea II. Práce začaly v roce 1729. Během dvou let stavba pokročila natolik, že se zde mohl uskutečnit první formální lov.
K výzdobě interiérů povolal Juvarra skupinu dekoratérů, z nichž mnoho pocházelo z Benátek. Za vlády Karla Emanuel III. a Viktora Amadea III. se zámek s parkem dále rozšiřovaly, nejprve pod vedením Juvarrova asistenta Giovanni Tommase Prunotta a poté dalších severoitalských architektů, jako byli např. Ignazio Birago di Borgaro, Ludovico Bo, Ignazio Bertola a Benedetto Alfieri. Na rozvoji zámku se osobně podílela také Polyxena Hesensko-Rotenburská, manželka Karla Emanuela III. Budova ve své konečné podobě má celkem 137 pokojů a 17 galerií a pokrývá 31 050 metrů čtverečních.
Formálně byl lovecký zámeček otevřen na svátek sv. Huberta v roce 1731 a od té doby se zde konaly četné lovecké zábavy. Stavba však byla dokončena až v roce 1737 s dokončením výzdoby bytů krále a královny. V důsledku války o polské dědictví se však skutečná inaugurace komplexu pro dvorský život uskutečnila až v květnu 1739 u příležitosti návštěvy toskánského velkovévody, budoucího císaře Svaté říše římské Františka Štěpána Lotrinského.
V 18. století Stupinigi nebylo skutečnou rezidencí ve smyslu místa, kam se stěhovali panovníci a dvůr na kratší či delší pobyty. Jak ukazují nedávné studie, savojští panovníci pobývali v Turíně jen několik měsíců, obvykle od Vánoc do Velikonoc, poté se začali stěhovat do okruhu rezidencí, které obklopovaly hlavní město, a tyto pobyty střídali s výlety mimo Piemont (zejména do Savojska a vzácněji v Nice). Jejich hlavními sídly byly palác Venaria a Moncalieri. Zámek Stupinigi byl místem pro krátkodobé pobyty, obvykle jednu nebo dvě noci nanejvýš.

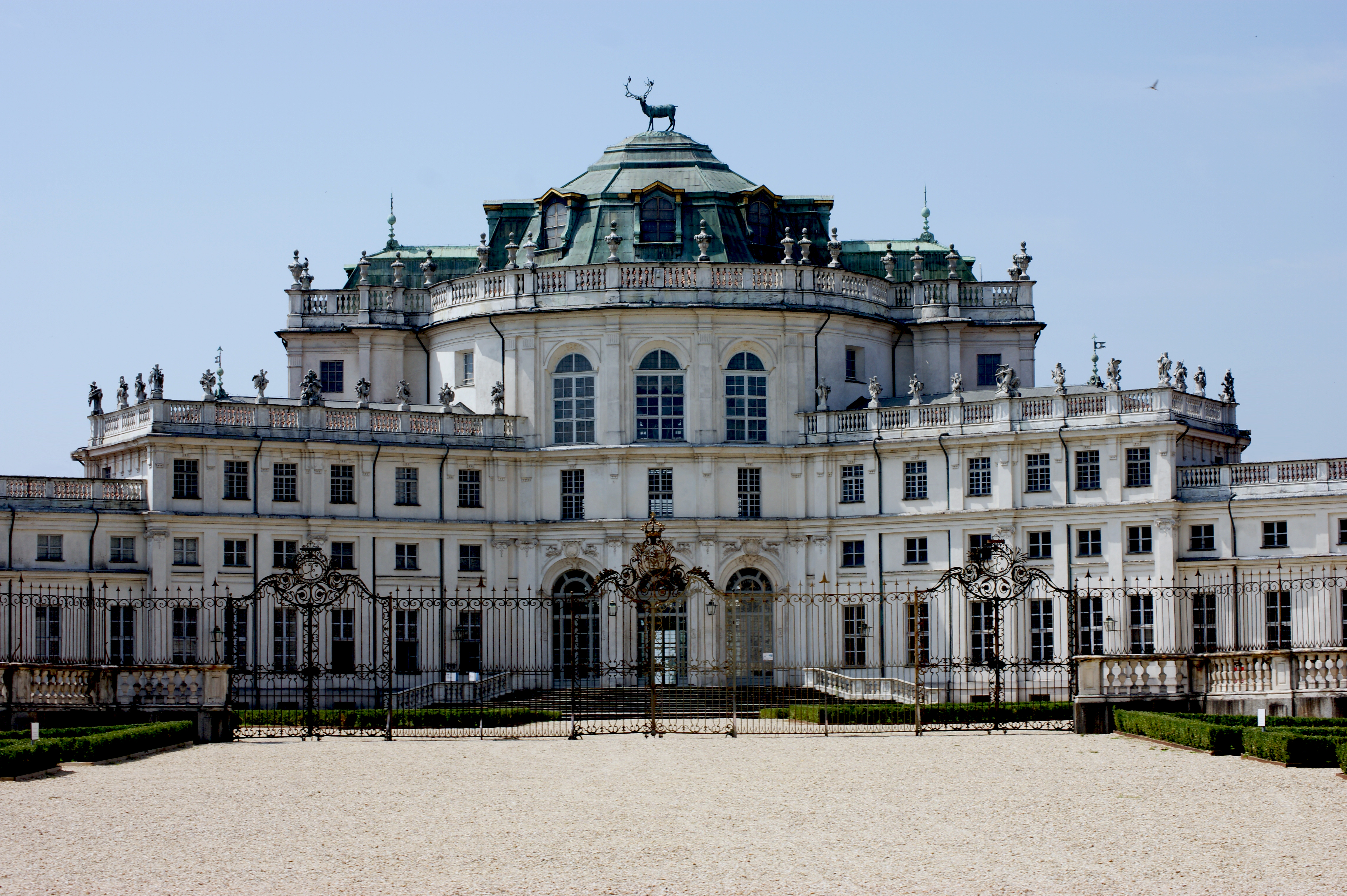
Kopuli centrální haly zdobí kopie slavné bronzové sochy jelena od Francesca Ladatteho.

Původní účel loveckého zámku symbolizuje bronzový jelen usazený na vrcholu stupňovité střechy centrální kopule a hlavy psů, které zdobí vázy na střešní atice. Budova má půdorys ondřejského kříže: z oválného hlavního sálu vybíhají čtyři křídla.
Výsledkem rozšíření byly samostatné pavilony propojené dlouhými galeriemi a dlouhé osmiboké nádvoří ohraničené křídly, protažené dopředu ve dvou dalších vstupních dvorcích.
Zámek se využíval pro oslavy a dynastické svatby členů savojského rodu. Zde se v roce 1773 provdala Marie Tereza, princezna Savojská, za Karla Filipa, hraběte z Artois, budoucího francouzského krále Karla X. a bratra Ludvíka XVI. Mezi významné hosty zámku patřili císař Josef II. v roce 1769, carevič Pavel Romanov (budoucí car Pavel I.) s manželkou v roce 1782 a neapolský král Ferdinand I. Bourbonský se svou manželkou, dcerou Marie Terezie Marií Karolínou v roce 1785.
Dnes je v paláci Stupinigi umístěno Muzeum umění a nábytku (Museo di Arte e Ammobiliamento), tvořené jak původními artefakty tak dalšími svezenými z bývalých savojských rezidencí Moncalieri a Venaria Reale. Stupinigi má nejvýznamnější sbírku piemontského nábytku, včetně děl tří nejslavnějších turínských královských truhlářů Giuseppeho Marii Bonzaniga, Pietra Piffettiho a Luigiho Prinottiho. Některé sochy jsou od Giovanniho Battisty Bernera. Kromě toho se ve zdejších galeriích konají dočasné výstavy.

## Popis
Půdorys budovy tvoří čtyři ramena kříže svatého Ondřeje, rozdělená středovou osou, na kterou navazuje cesta vedoucí z Turína k zámku lemovaná alejí, která vede podél zemědělských statků, stájí a dalších starých hospodářských budov.
Jádro tvoří velký centrální oválný sál, ze kterého vycházejí čtyři křídla s královskými komnatami a s pokoji pro hosty. Velký oválný sál s balkony je zastřešen kupolí, nad níž je socha jelena od Francesca Ladatteho. Po Juvarrově odchodu z Turína svěřil princ Karel Emmanuel III. vedení díla Giovannimu Tommasovi Prunottovi, který realizoval rozšíření budovy podle Juvarrových plánů s uplatněním komplexní hry světel a tvarů. Interiér je zařízen v italském rokoku s využitím materiálů jako byl porcelán, zlacené štuky, zrcadla apod. a rozkládá se na ploše asi 31 000 m², přičemž 14 000 m² zabírají přilehlé budovy, 150 000 m² park a 3 800 m² záhony; celkem je v budově 137 pokojů a 17 galerií. Zachovaly se dekorace od benátských malířů Giuseppeho a Domenica Valerianiho, Gaetana Perega a od vídeňského malíře Christana Wehrlina. Pozoruhodné jsou také fresky od Vittoria Amedea Cignaroliho, Giana Battisty Crosata a Carla Andrea Van Loo.

### Vstup
Vstup do celého komplexu vede nejdříve do prostoru Portrétní galerie (Galleria dei Ritratti), která byla součástí bočních stájí navržených a postavených Filippem Juvarrou po dokončení centrální budovy. Tento prostor byl využíván pro povozy a kočáry a pro ustájení koní při honech. Zde dnes stojí původní socha jelena vytvořená Francescem Ladattem v roce 1766 pro vrchol kopule centrální budovy. Do této místnosti byl originál sochy umístěn v roce 1992 a na kopuli byl nahrazen novodobou bronzovou kopií. Socha je obklopena vyřezávanými dřevěnými basreliéfními portréty, které si objednal Viktor Emanuel II. a které byly původně určeny pro zámek Moncalieri. Dvě knihovny dokumentují změnu využití i vkusu v polovině osmnáctého století, kdy byl prostor stájí zmenšen, aby se uvolnilo místo pro knihovny navržené Benedettem Alfierim, natřené modrou, slonovinovou a zlatou barvou a zdobené alegoriemi umění a věd namalovanými Giuseppem Nogarim..

### Křídlo vévody z Chiablese
Východní křídlo (Appartamento di Levante) na rozdíl od západního Appartamento di Ponente tvoří soubor komnat upravený pod vedením Benedetta Alfieriho v 18. století pro pobyt Benedetta Savojského, vévody z Chiablese, syna krále Karla Emanuela III. Největší místností je herna, jejíž strop z dílny Giovanniho Pietra Pozza z roku 1765 a stěny s exotickými a orientálními motivy, které hrají roli elegantního rámu pro herní nábytek uvnitř místnosti: salon z poloviny 18. století, hrací stolek Ludvík XV . stylu s drahocennou šachovnicí vykládanou ebenem a slonovinou a psacím stolem s rafinovanými slonovinovými figurami vykládanými z počátku 18. století. Za zmínku stojí také chinoiserie a porcelán přítomné v tomto prostředí, které se dobře hodí k exotické výzdobě komplexu.

#### Zrcadlový sál a kabinetPavlíny Bonaparte
Zrcadlový sál v netradičním rokokovém stylu byl vyzdoben štuky a zrcadly od stěn až po strop podle návrhu Giovanniho Pietra Pozza v roce 1766 s pomocí Michele Antonia Rapouse při realizaci táflování. Lustr ze 40. let 20. století zdobí sochy ptáků z tepaného železa. Kabinet Pavlíny Bonaparte vděčí za svůj věhlas tomu, že jej do dnešní podoby nechala vybavit Pavlína Bonaparte, Napoleonova sestra, během svého pobytu v paláci, kdy byl její manžel Camillo Borghese jmenován guvernérem Piemontu. Nevelká místnost obsahuje krásnou mramorovou vanu zdobenou basreliéfy představujícími císařské insignie s napoleonskou orlicí.

### Centrální sál

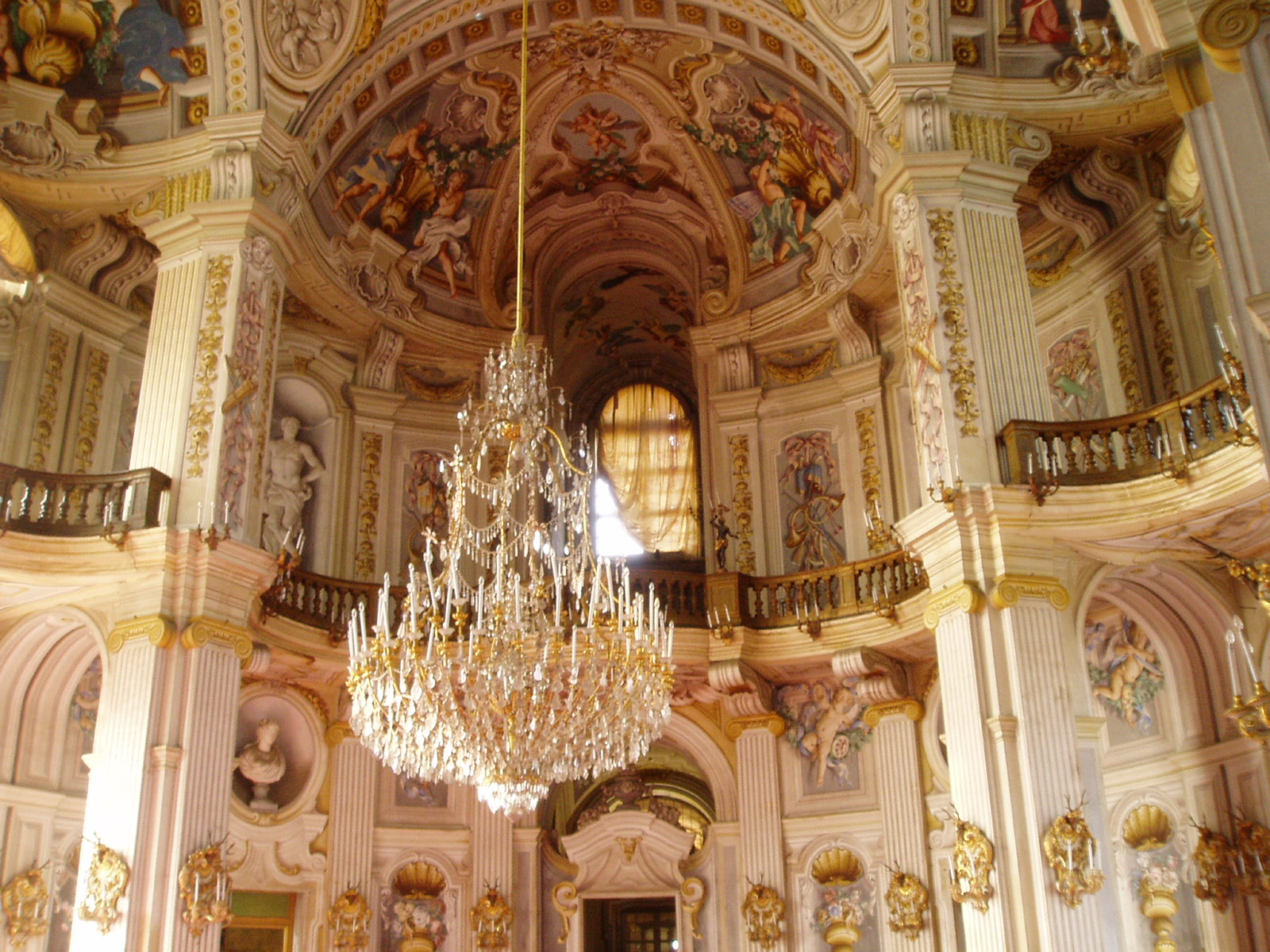
Centrální sál

Centrální hala, byla architektem Juvarrou zamýšlena jako jádro budovy, kolem kterého se rozvíjel celý její stavební komplex. Sál se skládá z velké oválné místnosti vrcholící kopulí uzavřenou klenutým stropem. Síň byla dokončena v roce 1730 a 10. února 1731 král pověřil boloňské bratry Giuseppeho a Domenica Valeriani realizací velké fresky na klenbě zobrazující Triumf bohyně lovu Diany, která se objevuje mezi mraky na nebeském voze s výhledem na lesy. Kolem jsou také putti s lesní zvěří nebo věnce z květin s nymfami. Na vrcholu čtyř pilířů, které podpírají kopuli sálu, těsně pod velkou freskou, jsou čtyři monochromatické medailony představující epizody ze života bohyně Diany. Práce na realizaci takových fresek skončily v roce 1733.

#### Fresky horní klenby

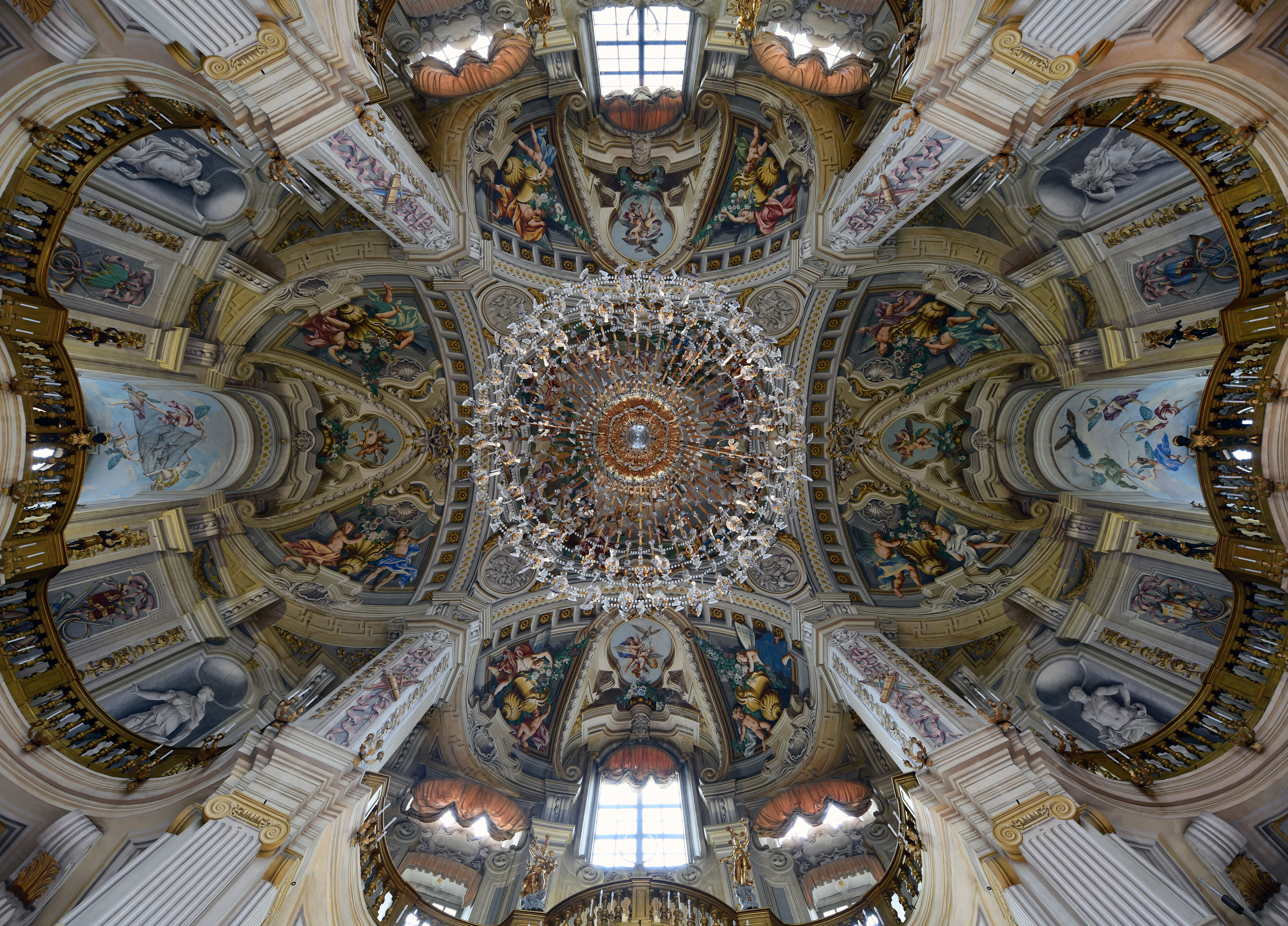
Detail klenby Centrálního sálu

Poté, co Juvarra opustil stavbu, bylo upuštěno od jeho návrhu umístit do velkých oken sálu sousoší psů a jelenů, aby příliš neomezovala nádherný perspektivní výhled na okolní krajinu. Projekt byl svěřen Giuseppe Maroccovi, který na stěnách sálu realizoval třicet šest dřevěných vějířů s jeleními hlavami. Ze stejné doby pocházejí zlacené dřevěné intarzie balustrády v horní části sálu a obrazy pravelbloudů od lombardského malíře Giovanniho Crivelliho (1733). Za zmínku stojí také čtyři mramorové busty z roku 1773 od Giovanniho Battisty Bernera nad vchody do sálu, které představují menší božstva spojená s lovem a zemědělstvím: Ceres, Pomonu, Najádu a Napeu.

## Park

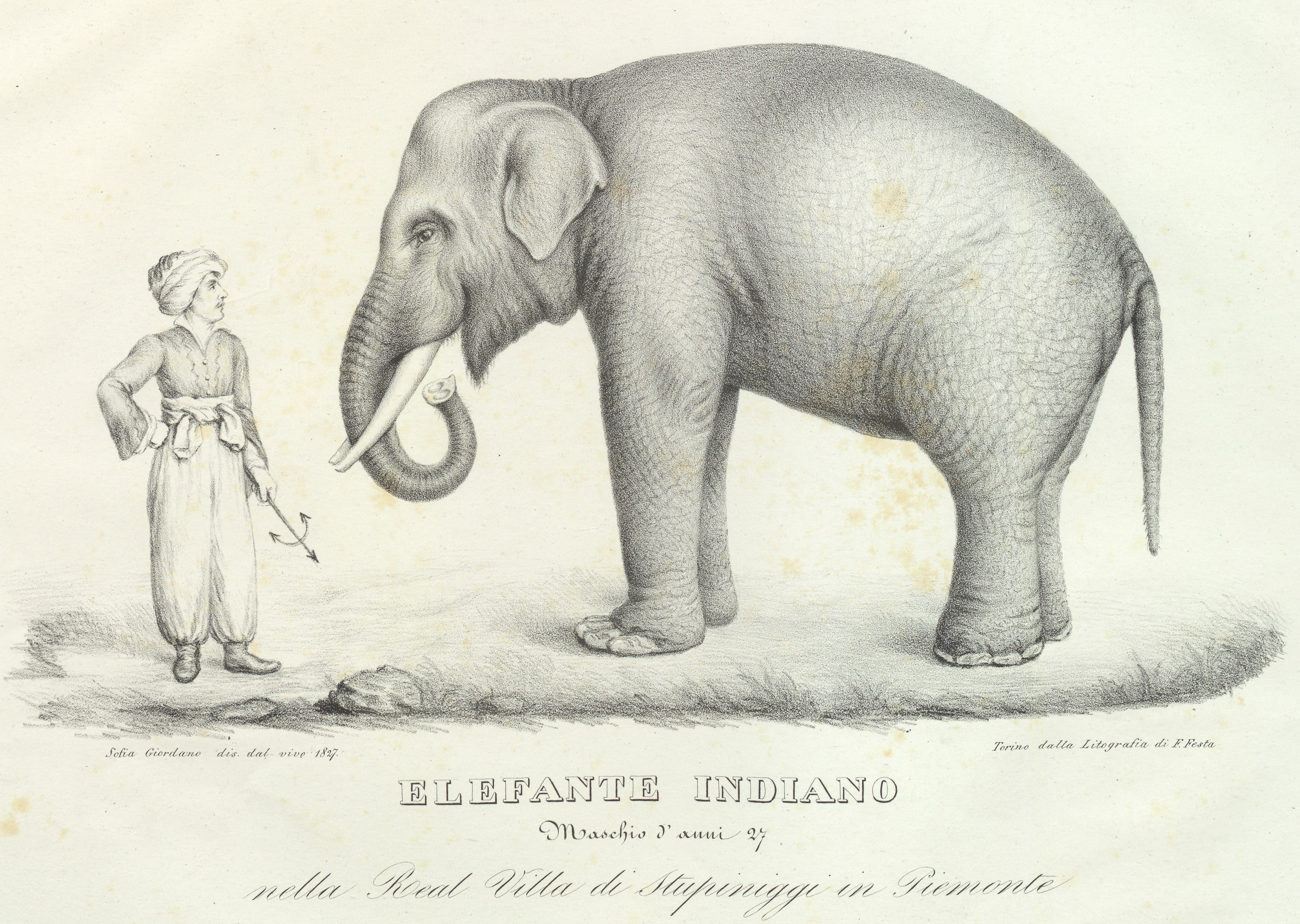
Indický slon Fritz (darovaný Carlu Feliceovi) v královské vile Stupinigi, 1827

Lovecký park získal Emmanuel Philibert, vévoda Savojský v roce 1563, když přesunul hlavní město vévody z Chambéry do Turína. Zahrada loveckého zámku a sousední lovecký statek se ve Stupinigi jasně odlišují: komplex je ve skutečnosti součástí velké geometrické zahrady, která se vyznačuje nepřetržitým sledem květinových záhonů, parterů a alejí. Tento park, ohraničený zdí a protínaný dlouhými uličkami, navrhl francouzský zahradník Michael Benard v roce 1740. Lovecký park navazoval na zahradu a byl tvořen rozlehlou oblastí o rozloze téměř 1 700 hektarů, která se rozkládala mimo oplocený park a kterou v roce 1563 vyvlastnil vévoda Emanuele Filibert Savojský od rodu Pallaviciniů. Tato oblast zahrnovala půdu a lesy, které jsou dnes součástí obcí Nichelino, Orbassano a Candiolo .
Od roku 1992 jsou lesy a zemědělská půda v okolí Stupinigi chráněny jako Přírodní park Stupinigi (Parco naturale di Stupinigi). Návštěvníci zde mohou obdivovat některé vzácné druhy rostlin, které se jinde již hojně nevyskytují s mezi místní volně žijící živočichy patří kuna buková, lasička, liška, plch lískový, zajíc polní, čáp bílý, veverka a další.